# آمونیوم اکسالات
آمونیوم اکسالات (به انگلیسی: Ammonium oxalate) یک ترکیب شیمیایی با شناسه پاب‌کم ۱۳۵۳۱۰۶۵ است. شکل ظاهری این ترکیب، جامد سفید است. این ترکیب نمک اگزالاتی آمونیوم است.